# إيما هيلي
إيما هيلي (بالإنجليزية: Emma Healey)‏ هي كاتِبة بريطانية، ولدت في 27 فبراير 1985.